# WB (企業)
WB（ダブルビー）は、二宮歩美が代表取締役を務める日本の芸能事務所、企画制作プロデュース会社である。正式な商号は株式会社Walking Beautyであるが、ロゴは略称である「WB」が大きく表示されており、企業公式サイトも「wb-pro.net」であるなど、主にWBと呼称される。

## 概要
タレント・二宮歩美の個人事務所として2015年4月1日に設立。当初より個人でプロデュースしていたウェブ番組『e-shinbun girls』、『マイファーマーチャンネル』などの番組企画制作、委託事業も行っている。
当初は公営競技予想紙の電子ポータルサイトe-SHINBUNの事業を行っている株式会社ビジネス・インフォメーション・テクノロジーの事業部内部署であったが、のちに独立。二宮自身が競輪番組のMCを行っていたこともあり、競輪番組の制作実績もあり、一時は競輪評論家、解説者も所属していた。この経緯もあり競輪タレント育成プロジェクト〝ケイリン女子部〟も定期イベントとして開催している。
社名の意味はWalking Beauty=美しい人生を歩んでいけるようにという二宮の座右の銘が元になっている。

## 所属タレント
- 二宮歩美

## 企画制作
- 『e-SHINBUNチャンネル』（ニコニコ生放送）
- 『マイファーマーチャンネル』（ニコニコ生放送）
- 前橋競輪『ケイリン女子部』（イベント）[6]